# Eva Martincová
Eva Martincová (* 4. března 1975, Brno) je bývalá česká profesionální tenistka. Ve své kariéře na okruhu WTA Tour vyhrála jeden turnaj ve čtyřhře a třikrát se probojovala do finále deblu.
Na žebříčku WTA byla nejvýše ve dvouhře klasifikována v červnu 1997 na  97. místě a ve čtyřhře pak v červenci téhož roku na 69. místě.
V roce 1991 se stala juniorskou mistryní světa ITF ve čtyřhře.

## Finálové účasti na turnajích WTA Tour

### Čtyřhra: 4 (1–3)
| Legenda           |   |
| Grand Slam        | 0 |
| WTA Championships | 0 |
| Tier I            | 0 |
| Tier II           | 0 |
| Tier III          | 0 |
| Tier IV & V       | 1 |

#### Vítězka (1)
| Č. | Datum         | Turnaj                     | Povrch | Spoluhráčka        | Finalistky                          | Výsledek      |
| 1. | 2. srpna 1999 | Sanex Trophy, Knokke-Zoute | antuka | Elena Pampoulovová | Jevgenia Kulikovská Sandra Nacuková | 3-6, 6-3, 6–3 |

#### Finalistka (3)
| Č. | Datum             | Turnaj                       | Povrch | Spoluhráčka        | Vítězky                               | Výsledek      |
| 1. | 9. září 1996      | Pupp Czech Open Karlovy Vary | antuka | Elena Pampoulovová | Karina Habšudová Helena Suková        | 3–6, 6–3, 6–2 |
| 2. | 21. dubna 1997    | Lotto Open Budapešť          | antuka | Elena Pampoulovová | Amanda Coetzer Alexandra Fusaiová     | 6–3, 6–1      |
| 3. | 14. července 1997 | Škoda Czech Open Praha       | antuka | Helena Vildová     | Ruxandra Dragomirová Karina Habšudová | 6–1, 5–7, 6–2 |

## Umístění na žebříčku WTA ve dvouhře (konec roku)
| Rok    | 1991 | 1992   | 1993   | 1994   | 1995   | 1996   | 1997   | 1998   | 1999   | 2000   | 2001   | 2002   |
| Pořadí | 416. | ▲ 240. | ▲ 187. | ▲ 148. | ▼ 304. | ▲ 160. | ▲ 133. | ▼ 238. | ▼ 250. | ▲ 201. | ▼ 237. | ▼ 260. |